# 楊文𦶜
楊文𦶜（1569年—？），號見薇，锦衣卫軍籍，直隶河间府青县人，明朝政治人物。

## 生平
萬曆二十二年（1594年）甲午科順天乡试舉人，二十六年（1598年）戊戌科進士，考選爲庶吉士，二十八年七月授江西道监察御史，巡按陕西，三十三年乞休，寻考察留用。三十五年巡按甘肃，三十九年以事降德州判官。